# Antoine Cruvès
Antoine Cruvès est un homme politique français né le 13 septembre 1747 à Lorgues (Var) et décédé le 6 mars 1815 au même lieu.

## Biographie
Négociant à Lorgues, il est élu suppléant à la Convention, et appelé à siéger comme député du Var le 23 nivôse an II.